# John Loudon McAdam
John Loudon McAdam (n. 21 septembrie 1756, Ayr, Scoția, Regatul Marii Britanii – d. 26 noiembrie 1836, Moffat⁠(d), Scoția, Regatul Unit al Marii Britanii și Irlandei) a fost un inginer civil și constructor de drumuri scoțian. El a fost inventatorul macadamului, o tehnologie eficientă și economică de construire a drumurilor.

## Biografie

### Tinerețea
John McAdam s-a născut în Ayr, Scoția. Era cel mai mic din zece copii și al doilea băiat al baronului Waterhead. S-a mutat la Lagwine, la Carsphairn, încă din copilărie, locuind cu bunicii săi. Numele familiei era în mod tradițional McGregor, dar a fost schimbat în McAdam (pretinzând descendența din Adam, cel din Biblie) din motive politice, în timpul domniei lui James al VI-lea.
În 1770 s-a mutat la New York unde, în calitate de comerciant, a făcut avere lucrând în timpul Revoluției Americane la firma unchiului său, William McAdam's Counting House. S-a întors în Scoția în 1783 și a cumpărat o moșie la Sauchrie, în comitatul Ayrshire⁠(d). 
Pe lângă participarea la afacerile locale din Ayrshire, McAdam a început să colaboreze cu exploatările miniere de cărbune Kaims (Kaims Colliery). Aceste mine furnizau cărbune pentru British Tar Company, a lui Archibald Cochrane conte de Dundonald, care extrăgea gudron din cărbune și îl comercializa. În plus, McAdam a lucrat și pentru întreprinderea siderurgică de la Muirkirk⁠(d), care era un client important pentru cocsul rezultat ca produs secundar în urma extragerii gudronului.

### Cariera

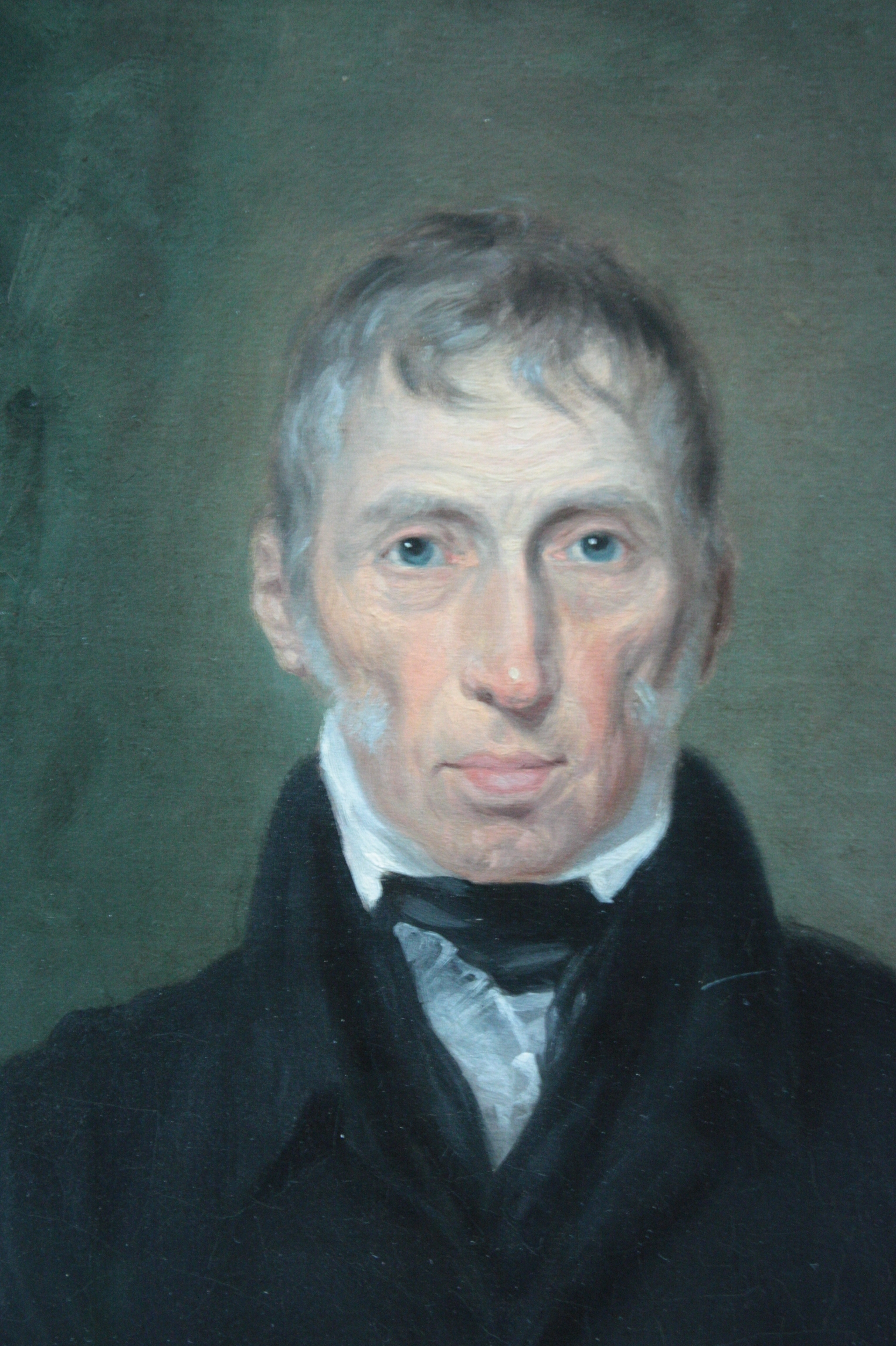
John Loudon McAdam, portret din 1830, National Gallery, Londra

McAdam a devenit mandatar al Ayrshire Turnpike în 1783 și s-a implicat, în următorii 10 ani, din ce în ce mai mult în construcțiile de șosele. În 1802 s-a mutat la Bristol, Anglia și a devenit în 1804, inspector general al Corporației Bristol Turnpike.
În cadrul unor anchete parlamentare din 1810, 1819 și 1823, referitoare la starea drumurilor din Regatul Unit, John McAdam și-a prezentat ideile cu privire la introducerea unei noi tehnologii de  construcție a drumurilor. În două tratate scrise în 1816 și 1819 (Remarks on the Present System of Road-Making - „Observații privind sistemul actual de realizare a drumurilor” și Practical Essay on the Scientific Repair and Preservation of Roads - „Eseu practic privind reparația științifică și conservarea drumurilor”), el a susținut că drumurile trebuiau ridicate deasupra solului înconjurător și construite din straturi suprapuse de roci sparte și pietriș într-o manieră sistematică. Această tehnologie, numită ulterior macadam după numele inventatorului, este o metodă împietruire rutieră, care constă în două sau mai multe straturi de piatră spartă cu dimensiuni din ce în ce mai mici, straturi comprimate cu un cilindru compresor. În prezent, macadamul este folosit fie ca îmbrăcăminte rutieră definitivă, fie ca fundație pentru altă îmbrăcăminte.
Metoda de macadamizare a drumurilor s-a răspândit foarte repede în întreaga lume. Primul drum cu macadam din America de Nord, Cumberland Road⁠(d), a fost finalizat în anii 1830, iar multe dintre drumurilor principale din Europa au fost refăcute prin macadamizare până la sfârșitul secolului al XIX-lea.

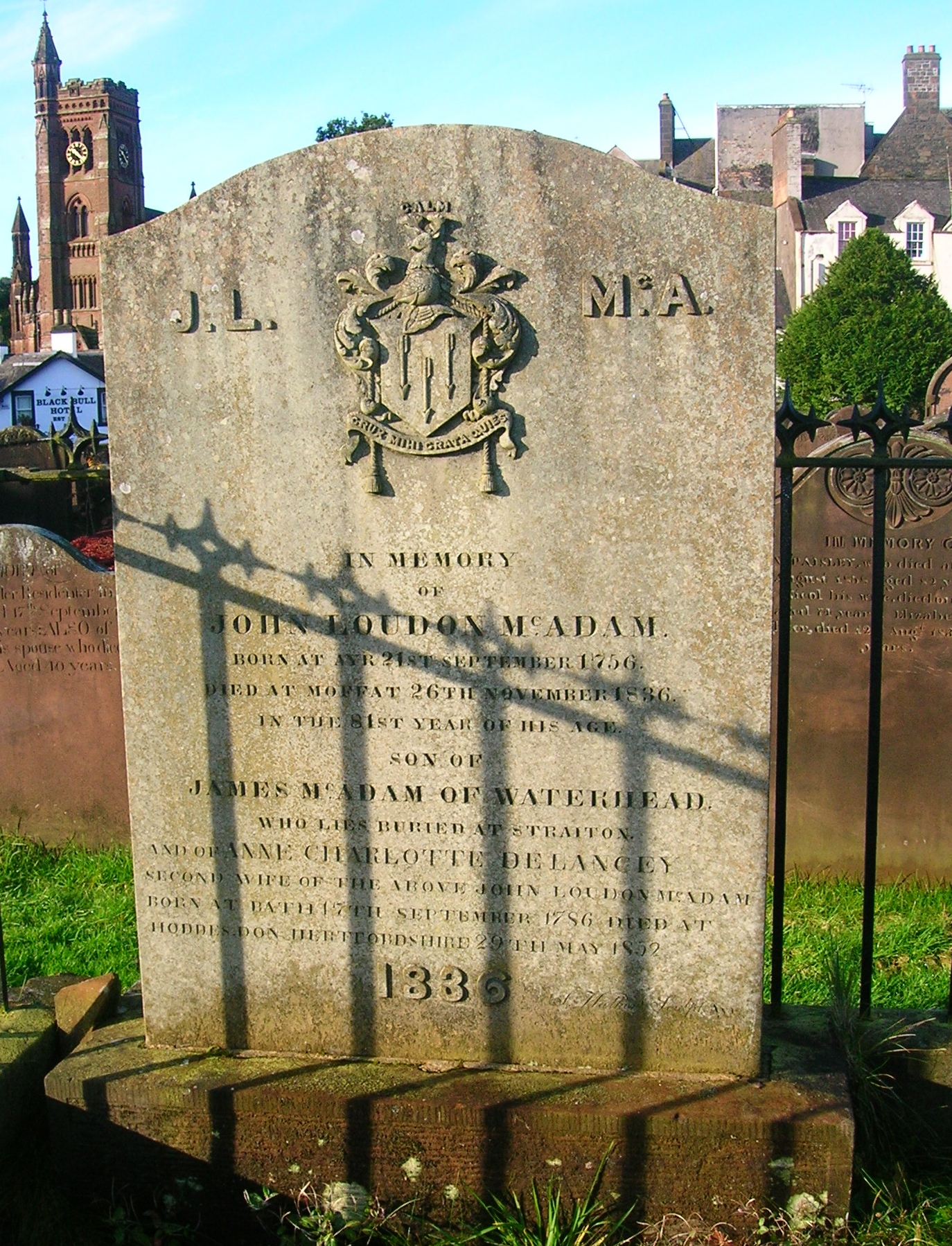
Monumentul funerar din Moffat, Scoția

Deși John McAdam a fost plătit cu 5.000 de lire sterline pentru activitatea sa de la Corporația Bristol Turnpike și a primit titlul de Surveyor-General of Metropolitan Roads („Inspector general al drumurilor metropolitane”) în 1820, invidia profesională a concurenților săi a avut ca rezultat reducerea subvenției pentru cheltuieli de la Parlamentul Regatului Unit de la 5.000 de lire sterline la 2.000 de lire sterline în 1827. Lucrările sale eficiente de construire și gestionare a drumurilor au dezvăluit corupția și abuzul de taxare rutieră de către trusturile Turnpike, multe dintre ele fiind gestionate în mod deliberat spre pierderi financiare, în ciuda încasărilor mari de taxe de barieră.

### Decesul
McAdam a murit în Moffat, Dumfriesshire, în timp ce se întorcea la casa sa din Hoddesdon, Hertfordshire, din vizita sa anuală de vară în Scoția.
Cei trei fii ai săi și copiii acestora l-au urmat în profesie și au asistat la conducerea trusturilor de la rândul său din toată țara. Cel de-al doilea fiu al său, James Nicoll McAdam, „Colossus of Roads”, a fost înobilat pentru administrarea trusturilor de turnpike.